# Phytotomini
Phytotomini – plemię ptaków z podrodziny bławatników (Cotinginae) w rodzinie bławatnikowatych (Cotingidae).

## Występowanie
Plemię obejmuje gatunki występujące w Ameryce Południowej.

## Systematyka
Do plemienia należą następujące rodzaje:
- Zaratornis Koepcke, 1954 – jedynym przedstawicielem jest Zaratornis stresemanni Koepcke, 1954 – jemiołusznik
- Phytotoma G.I. Molina, 1782
- Phibalura Vieillot, 1816 – jedynym przedstawicielem jest Phibalura flavirostris Vieillot, 1816 – bławatnikowiec
- Doliornis Taczanowski, 1874
- Ampelion von Tschudi, 1846